# День памяти погибших в радиационных авариях и катастрофах

Чернобыльская АЭС

День памяти погибших в радиационных авариях и катастрофах ежегодно отмечается 26 апреля в память о событиях 26 апреля 1986 года на Чернобыльской АЭС.
В этот день на Чернобыльской атомной электростанции произошла крупнейшая в мире техногенная катастрофа. Было выброшено в атмосферу около 190 тонн радиоактивных веществ. Опасные радиоактивные вещества выделялись в окружающую среду из-за пожара, длившегося почти две недели. Население Чернобыля подверглось облучению в 90 раз большему, чем население Хиросимы после взрыва атомной бомбы в августе 1945 года.
26 апреля является памятным днём России.

## Последствия
Была загрязнена территория площадью 160 000 квадратных километров — северная часть Украины, запад России и Белоруссия. Около 400 тысяч человек были эвакуированы из зоны бедствия.
В России больше других от радиоактивного загрязнения пострадала Брянская область. Чуть меньше беда коснулась Тульской, Калужской, Орловской областей.
Масштабы катастрофы могли стать намного большими, если бы не мужество и самоотверженность участников ликвидации последствий аварии на Чернобыльской АЭС. Рискуя жизнью, здоровьем они защитили людей от пагубного воздействия и дальнейшего распространения радиации.

## Мировая реакция
Некоторые государства после аварии на ЧАЭС отказались от разработок в области атомной энергетики. Проверки на безопасность АЭС стали более тщательными. Электростанции, отработавшие свой срок, закрывают. ЕС принял меры к закрытию Игналинской АЭС в Литве. В будущем там будет построена другая атомная электростанция.